# Делеур Валентин Олександрович
Валентин Олександрович Делеур (нар. 1912, місто Городня, тепер Чернігівської області — жовтень 1974, місто Луцьк Волинської області) — український радянський партійний діяч, 1-й секретар Луцького міського комітету КПУ Волинської області.

## Біографія
Закінчив механічну профшколу в місті Городні Чернігівської губернії. Після закінчення в 1929 році профшколи працював у Городні кочегаром маслозаводу, згодом — слюсарем на заводі «Більшовик» у Києві.
Закінчив Київський водний технікум. Працював техніком-механізатором Барнаульської пристані на Алтаї.
З 1935 по 1940 рік навчався в Київському гідромеліоративному інституті.
Член ВКП(б) з 1939 року.
У 1940 році, після закінчення інституту — інженер-гідротехнік Ровенського обласного земельного відділу, начальник управління землевпорядкування в місті Рівне.
З жовтня 1940 року — в Червоній армії. Службу розпочав червоноармійцем мотострілецької дивізії. Учасник німецько-радянської війни з червня 1941. Служив відповідальним секретарем партійного бюро 377-го окремого мінно-саперного батальйону Південно-Західного фронту, партійним організатором (секретарем партійної організації) 14-го гвардійського окремого батальйону мінерів, потім 16-го гвардійського інженерно-саперного батальйону. До 1946 року — начальник воєнно-шляхового загону воєнно-шляхового управління Ленінградського військового округу.
Закінчив курси молодших політкерівників запасу при Московському військовому окрузі у Москві.
У 1946—1950 роках — секретар, 2-й секретар Рожищенського районного комітету КП(б)У Волинської області.
У 1950—1952 роках — 1-й секретар Оликського районного комітету КП(б)У Волинської області.
У 1952 році — секретар партійного комітету Волинського обласного управління Міністерства державної безпеки (МДБ) УРСР.
16 грудня 1952 — грудень 1958 року — 1-й секретар Луцького міського комітету КПУ Волинської області.
16 січня 1959 — 7 вересня 1969 року — начальник Волинського обласного управління водного господарства (меліорації і водного господарства).
З 1969 року — персональний пенсіонер республіканського значення в місті Луцьку.
Помер у кінці жовтня 1974 року після важкої хвороби.

## Звання
- політрук
- гвардії капітан

## Нагороди та відзнаки
- орден Вітчизняної війни ІІ ст. (22.05.1945)
- орден Червоної Зірки (27.02.1943)
- орден «Знак Пошани»
- медаль «За відвагу» (22.02.1942)
- медаль «За оборону Москви» (1944)
- медаль «За оборону Сталінграда» (1943)
- медалі